# Mollavao
Mollavao es un barrio de la ciudad española de Pontevedra, en su zona suroeste, junto a la Ría de Pontevedra. Tiene una función principalmente residencial.

## Localización
El barrio de Mollavao está situado en el suroeste de la ciudad de Pontevedra. Limita al noroeste con la avenida de Marín y el paseo marítimo de Pontevedra, al norte con la calle Manuel del Palacio, al oeste con la calle Estrigueiras y la AP-9 y al sur con la calle Mollavao.
El barrio está dividido longitudinalmente en el centro por la calle Rosalía de Castro y su prolongación hacia Marín, la carretera PO-546.

## Etimología
El nombre de Mollavao proviene de molle (muelle) y vao (lugar de descarga), teniendo el significado de "muelle de descarga", función originaria del lugar del que toma el nombre el barrio.

## Historia
La antigua ensenada arenosa donde se encuentra Mollavao es el origen del barrio actual.  Mollavao tuvo su origen como zona portuaria en el Imperio Romano, sirviendo como antepuerto de Pontevedra. La primera mención conocida, como Mollia Vada, es de un documento de 1220. En 1595 ya se describía en el primer plano de la ciudad del ingeniero Pedro Rodríguez Muñiz, conservado en el Archivo General de Simancas, como lugar notable de la ría de Pontevedra.
En la primera mitad del siglo XVIII se construyó en Mollavao la Capilla de los Santos, de estilo barroco. Su construcción fue ordenada en 1737 por Juan de Marzoa para dedicarla a San Francisco (cuya estatua de piedra se encontraba en una hornacina de la fachada) y se terminó en 1741. Era un templo barroco de inspiración portuguesa, rodeado de columnas coronadas con estatuas de santos (Santiago, San José, San Juan, San Pedro, San Miguel, San Antonio, San Martín, San Lupo, la Virgen María y el ángel de la Guarda). A mediados del siglo XIX fue abandonada y sus elementos arquitectónicos y estatuas se trasladaron a otros lugares, como los cementerios de Salcedo y San Mauro y la capilla de San Blas.
A mediados del siglo XIX se mejoraron las conexiones generales de la ciudad con otras poblaciones y entre 1847 y 1851 se construyeron la calle de la Oliva y la actual calle Rosalía de Castro, cuya prolongación como carretera unía la ciudad con Marín a través de Mollavao.
La fábrica de jabones Fabril Gallega de Jabones se instaló en el barrio de Mollavao en 1938, en el actual número 126 de la calle Rosalía de Castro. El edificio fue diseñado por el arquitecto municipal Emilio Quiroga Losada y estuvo en funcionamiento hasta 1944, año en que falleció su propietario. Producía desde productos de lavandería hasta jabones de baño y tocador. Entre los más famosos estaban los jabones de sales de San Justo.
En 1944 se expropiaron terrenos en la zona para la construcción de viviendas para los oficiales de la Armada que trabajaban en la Escuela Naval Militar. En Mollavao, a ambos lados de la calle Rosalía de Castro, se construyeron en 1945 viviendas destinadas a este fin, rodeadas de zonas verdes y jardines.
El 19 de mayo de 1947 se aprobó el proyecto de construcción de una carretera a lo largo de la ría de Pontevedra, entre Pontevedra y el barrio de Placeres, en la parroquia civil de Lourizán. Las obras de esta carretera, que comenzaron en 1949 y finalizaron en 1955, modificaron también la ensenada de Mollavao, colmatándola completamente con rellenos. En 1969 se completó la carretera con cuatro carriles de circulación y se inauguró como autovía el 8 de agosto de 1969.
En 1948 comenzaron a instalarse los primeros inquilinos en las viviendas sociales formadas por casitas de colores en torno a la plaza Benito Vicetto.
En 1953 se construyó en el barrio el colegio privado Juan Sebastián Elcano (perteneciente al Ministerio de Defensa), en la calle Rosalía de Castro, junto a las viviendas militares de la Armada, que entró en funcionamiento en 1954.
El 26 de septiembre de 1985 se inauguró en el barrio de Mollavao el edificio del centro de salud policlínico de especialidades Casa del Mar, con un total de 89 médicos especialistas.
El 21 de diciembre de 1989 se inició la construcción del puente de la autopista AP-9, el Puente de la Ría, y el trazado de la autopista por el sur y oeste de la ciudad, que cruza el barrio de Mollavao en viaducto y se inauguró el 25 de marzo de 1992. Esta autopista cambió por completo el aspecto del barrio.
En el futuro está prevista la construcción de una amplia calle que una la calle Rosalía de Castro con la avenida de Marín, en el antiguo emplazamiento de los circos, para mejorar la movilidad de la zona. El solar será renaturalizado. Asimismo se habilitará una senda peatonal segura en paralelo a la carretera PO-546 desde Mollavao hasta Os Praceres en Lourizán.
En 2024 Mollavao era uno de los barrios de la ciudad en el que el precio de la vivienda era más asequible.

## Urbanismo
El barrio es una zona residencial de densidad media-baja con algunos establecimientos comerciales. Se articula en torno a la calle central Rosalía de Castro y la carretera PO-546 que une Pontevedra y Marín y pasa cerca del Pazo de Lourizán, situado a 2,5 kilómetros del barrio. En su lado suroeste, el barrio limita con la ría de Pontevedra y el paseo marítimo de Pontevedra, que cuenta con un mirador sobre la ría.
Mollavao está delimitado en la parte más próxima al casco urbano, en la calle Rosalía de Castro, por las viviendas construidas a mediados del siglo XX para oficiales de la Armada y por edificios de diferentes alturas, y en el entorno de la carretera PO-546 por la presencia de viviendas diseminadas.
La zona cuenta con un parque infantil bajo el viaducto de la autopista AP-9 y un parque de educación vial. En Mollavao también se encuentra el parque infantil Fonte Santa.

## Servicios

### Centros sanitarios
El principal centro sanitario del barrio es el centro de salud de especialidades policlínico "Casa del Mar", que forma parte del Complejo Hospitalario Universitario de Pontevedra y es un centro médico de referencia para muchos pontevedreses.

### Centros e instituciones educativas
En Mollavao se encuentra el colegio privado Juan Sebastián Elcano, perteneciente al Ministerio de Defensa.

### Deportes y ocio
- Bajo el puente de la autopista AP-9 se encuentra el parque vial de tráfico del Ayuntamiento de Pontevedra.[32]
- Hasta octubre de 2022 se ubicó en el barrio la asociación cultural y sala de conciertos Liceo Mutante.[36]

## Galería de imágenes

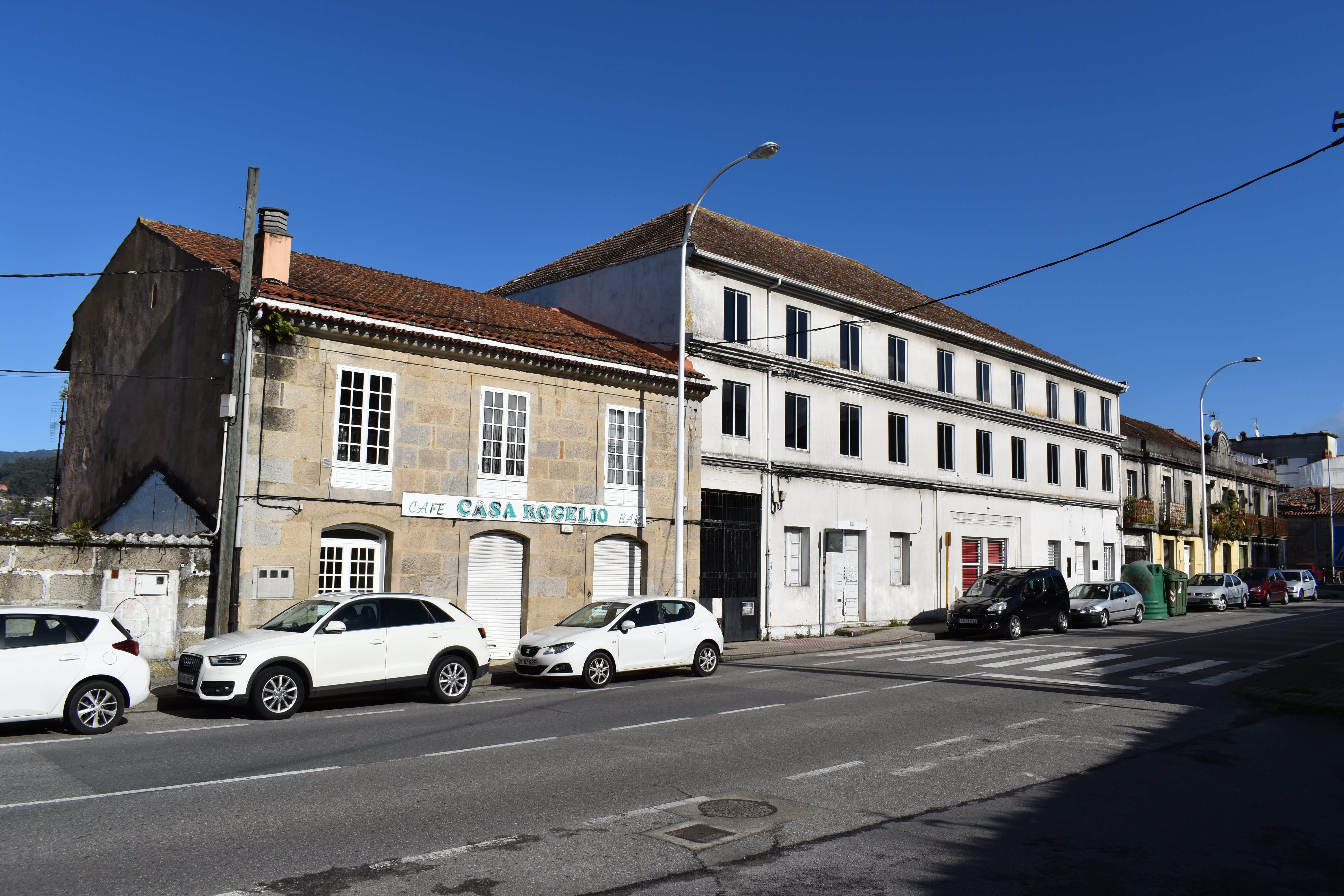
Calle Rosalía de Castro en Mollavao
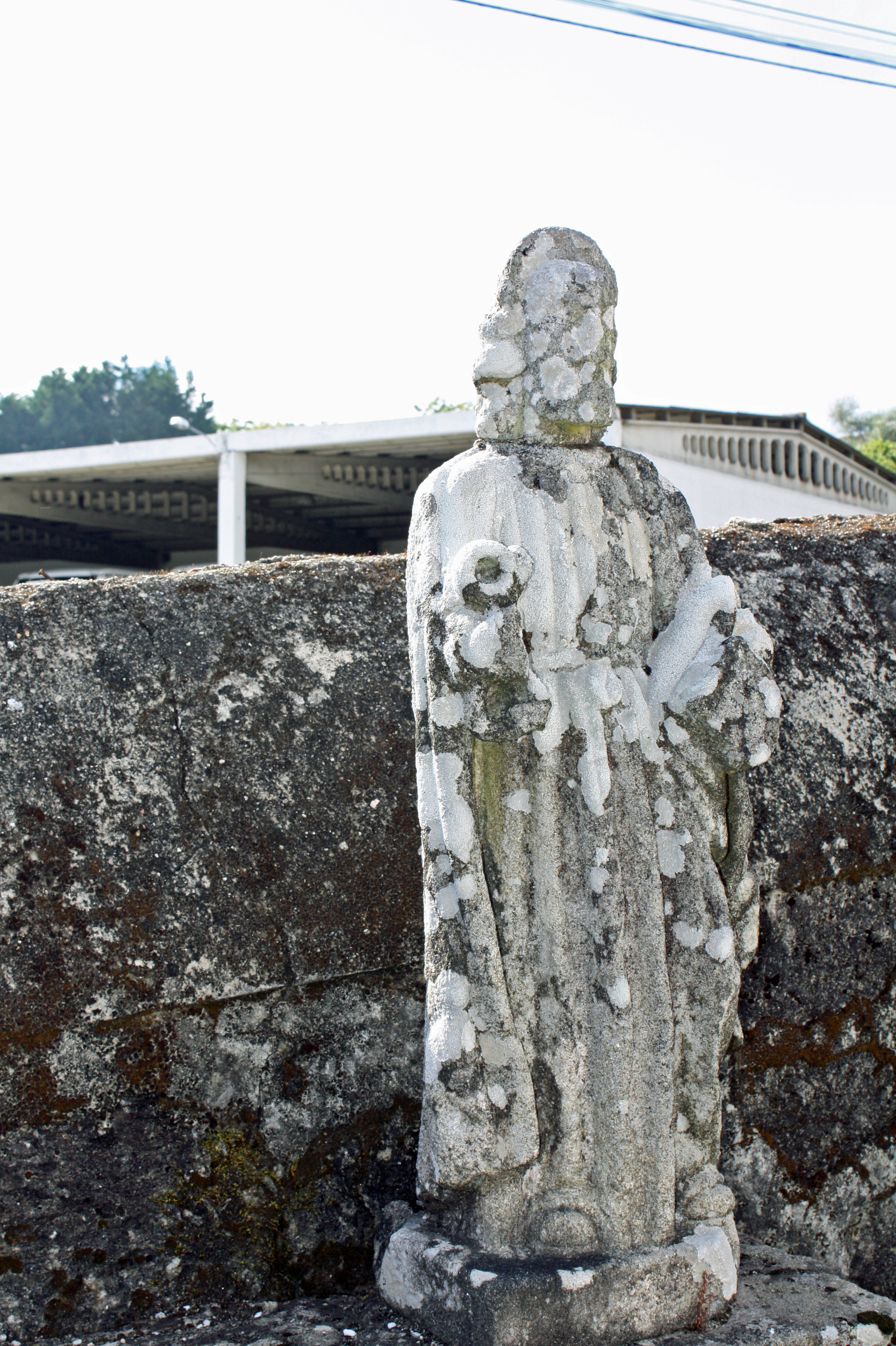
Estatua de San Martín que formó parte de la antigua Capilla de los Santos
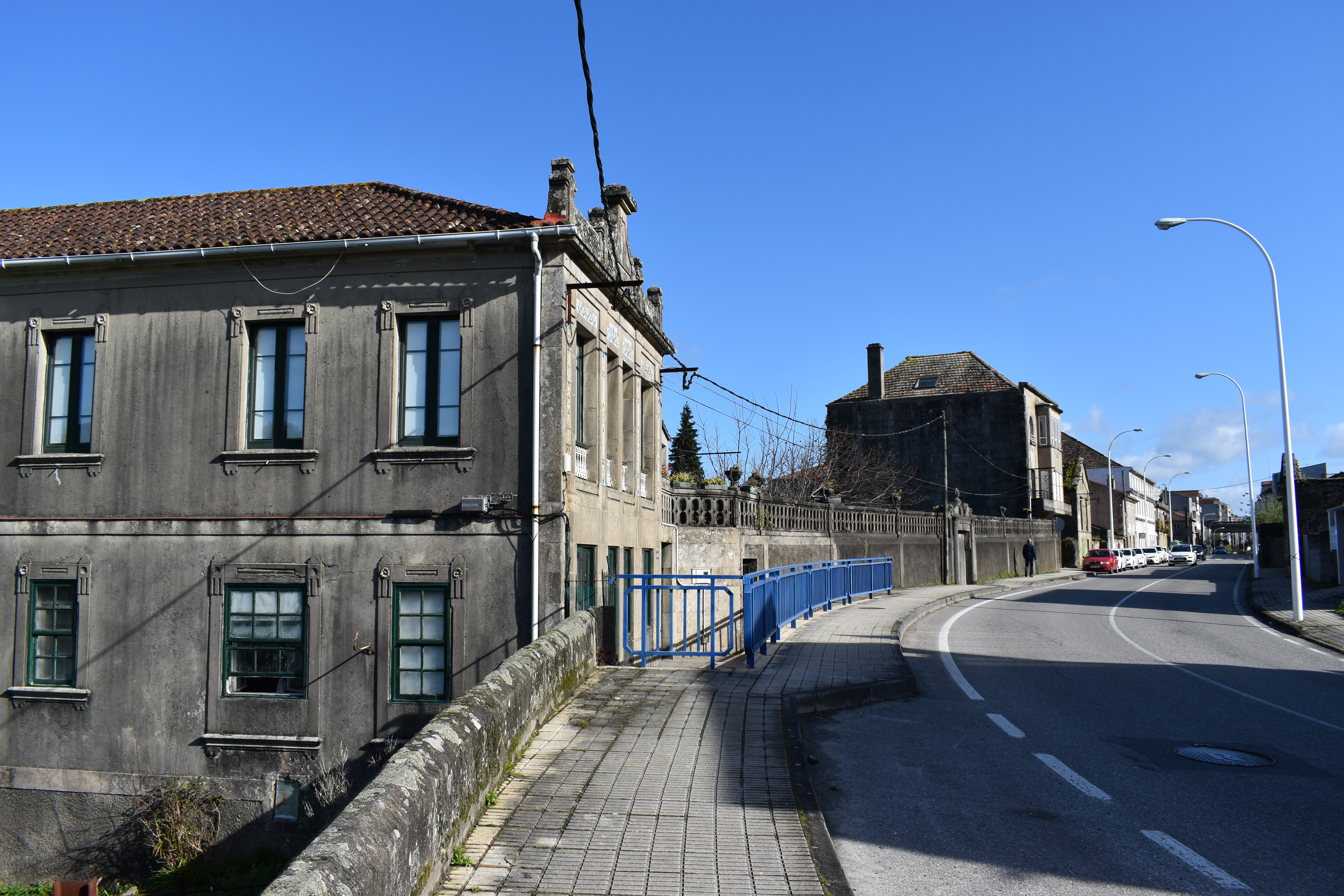
Carretera PO-546 pasando por Mollavao
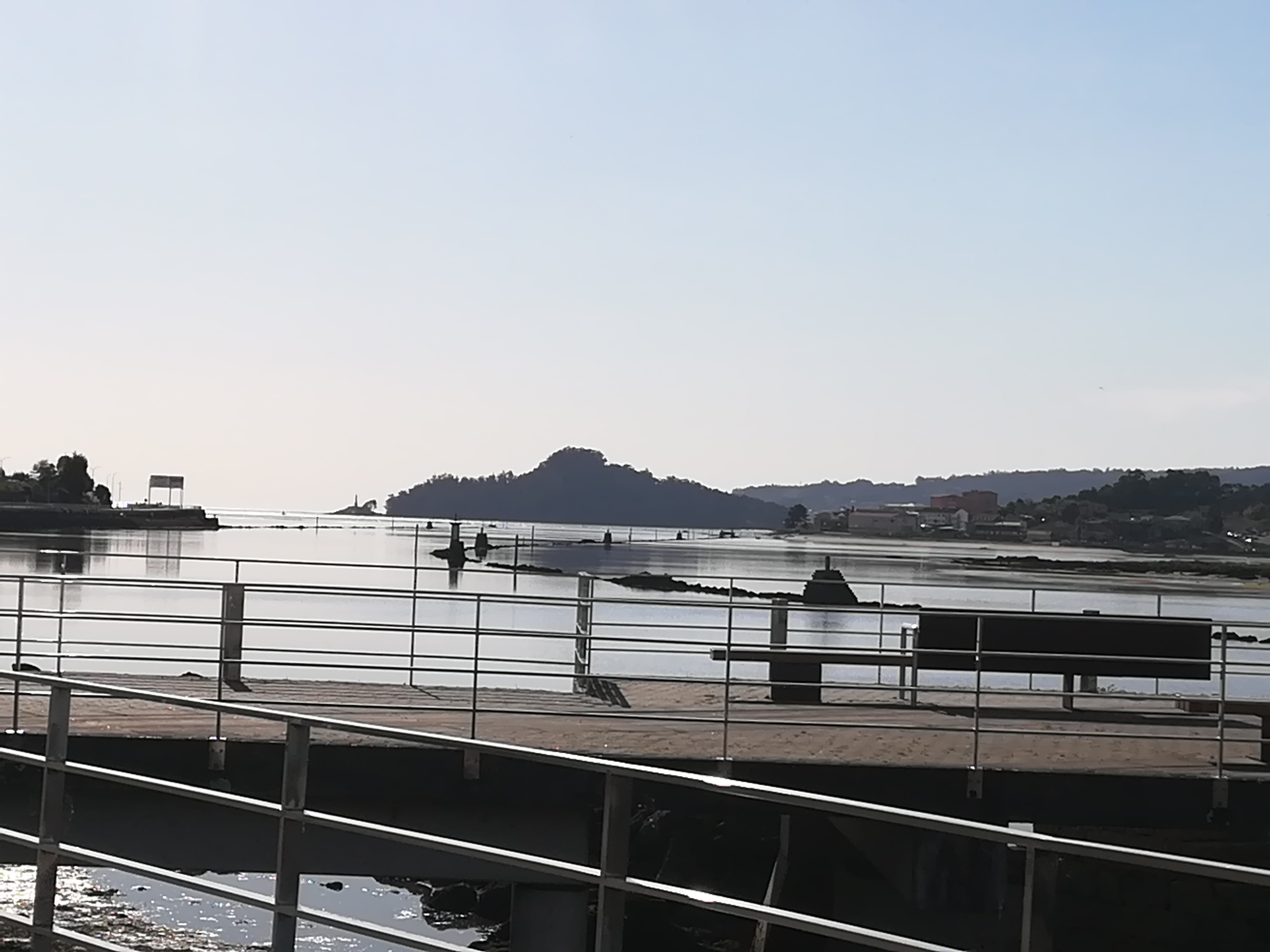
Mirador sobre la ría de Pontevedra
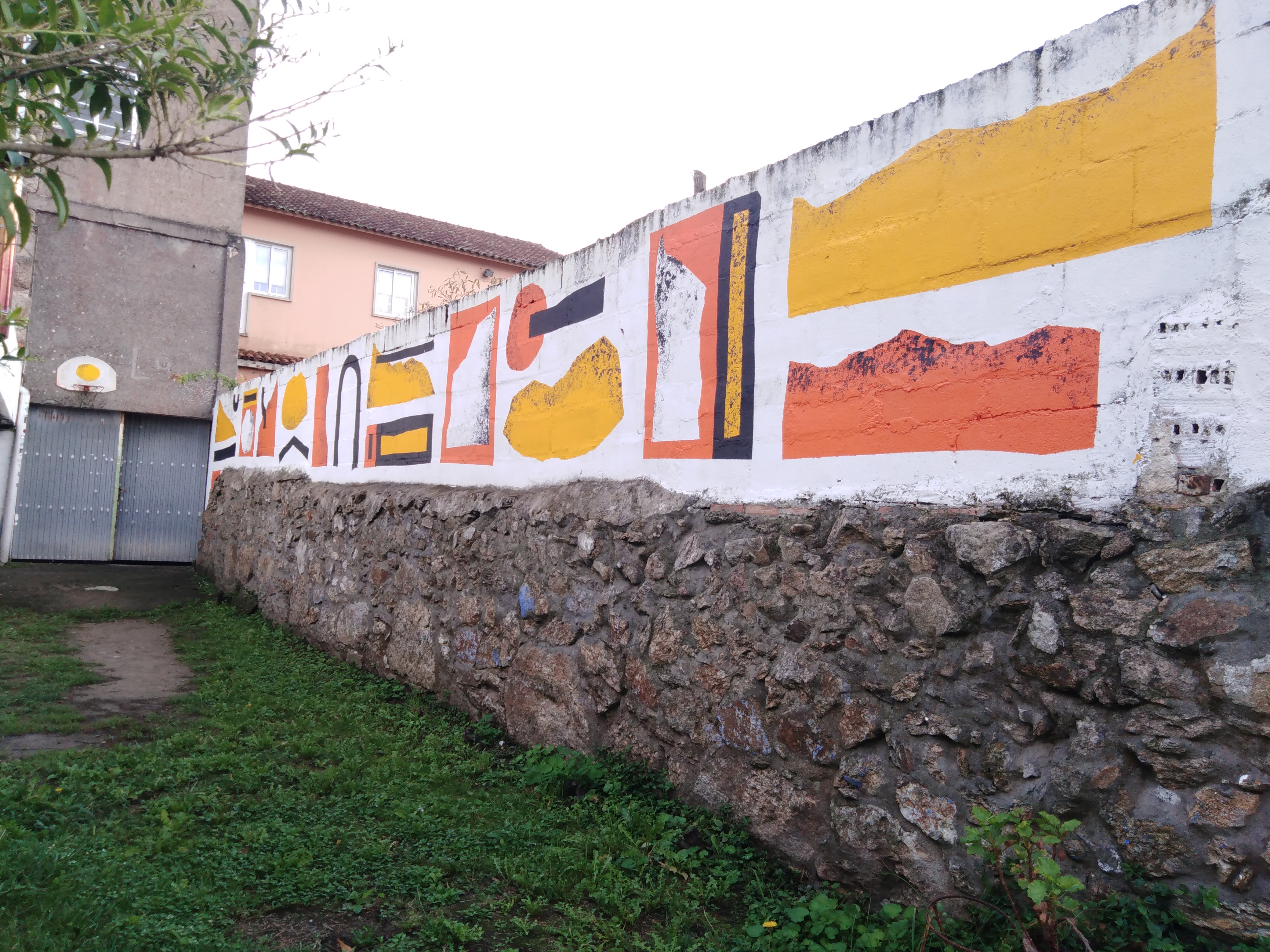
Liceo Mutante en Mollavao
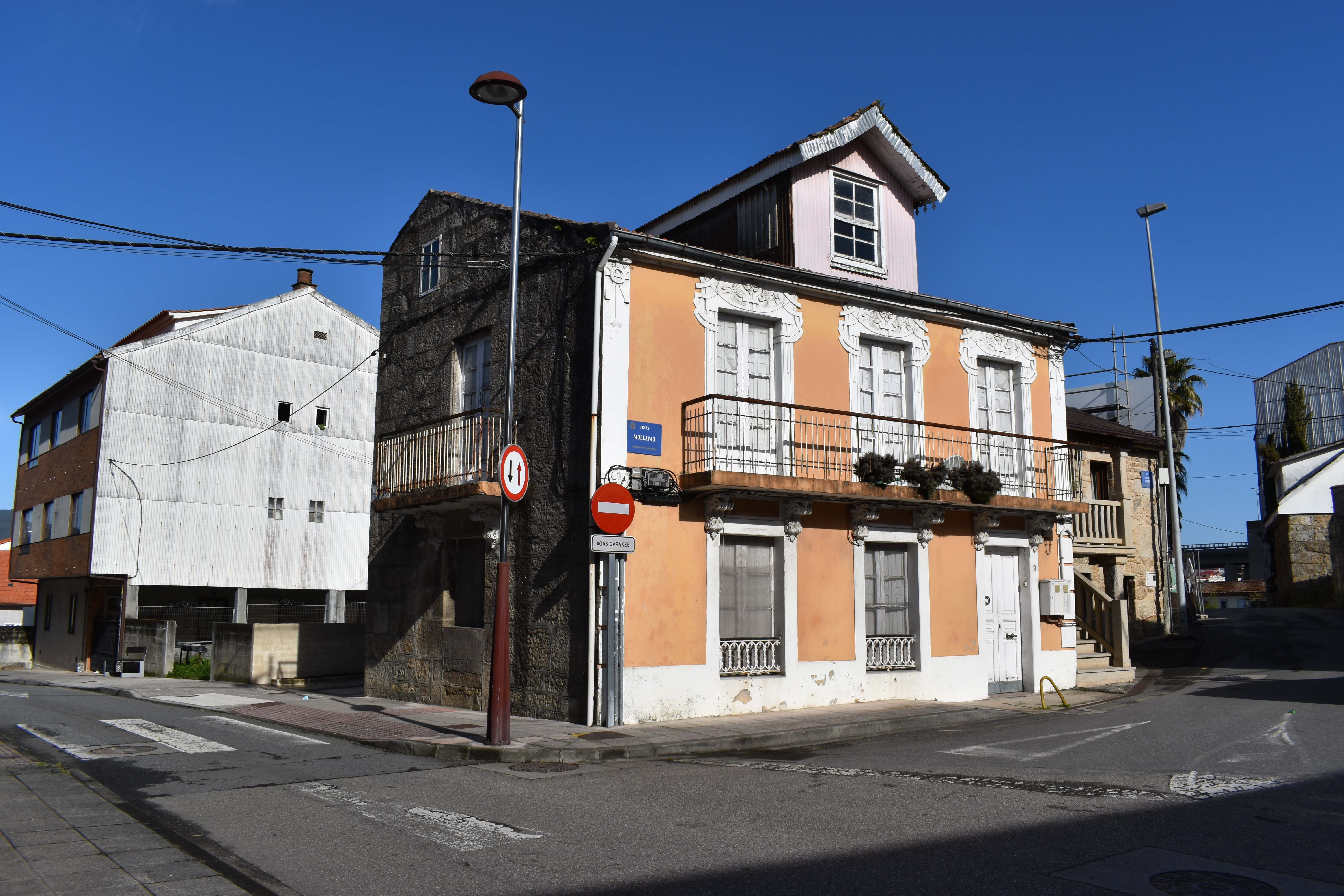
Plaza de Mollavao
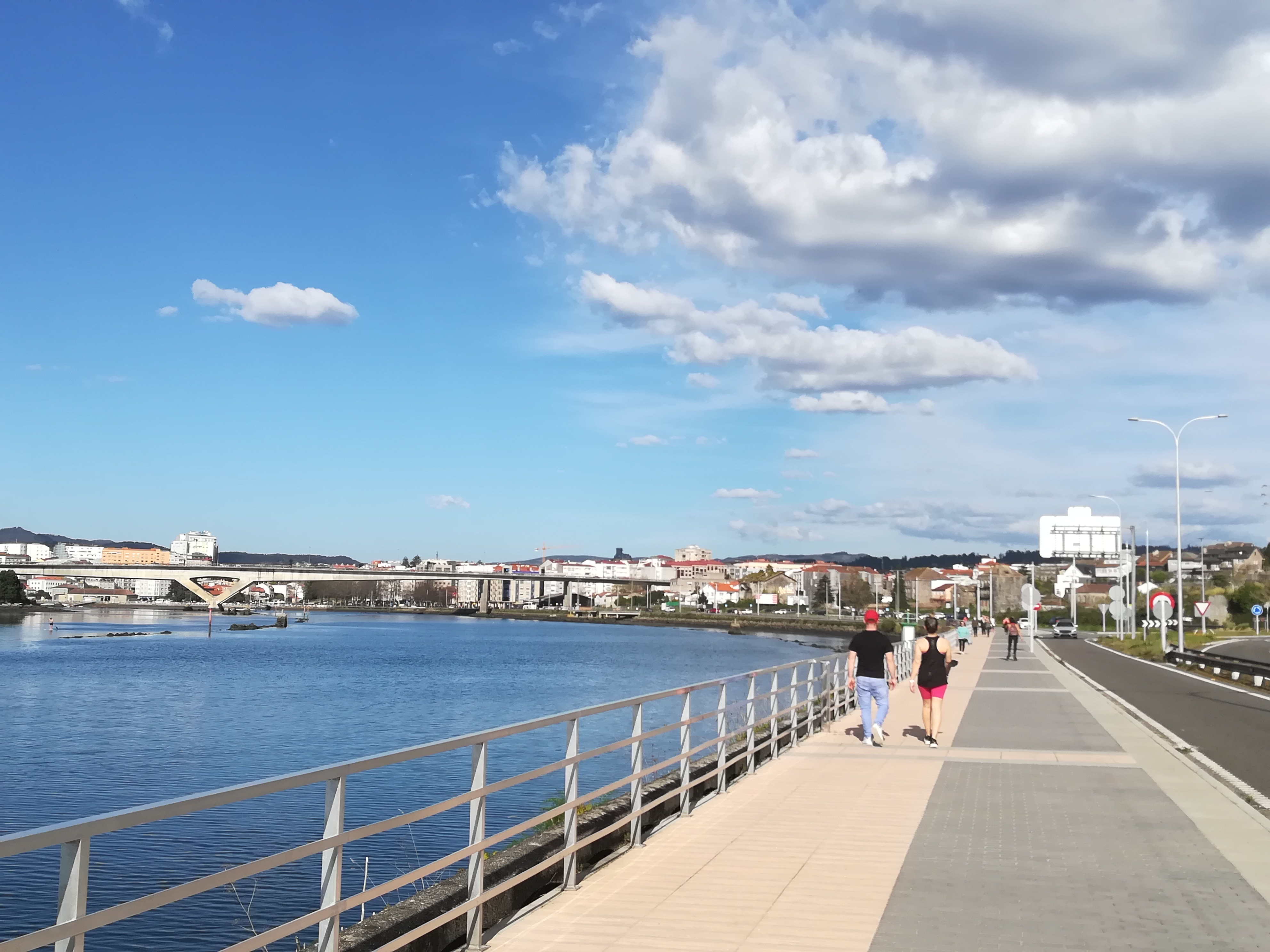
Paseo marítimo de Pontevedra, con Mollavao a la derecha
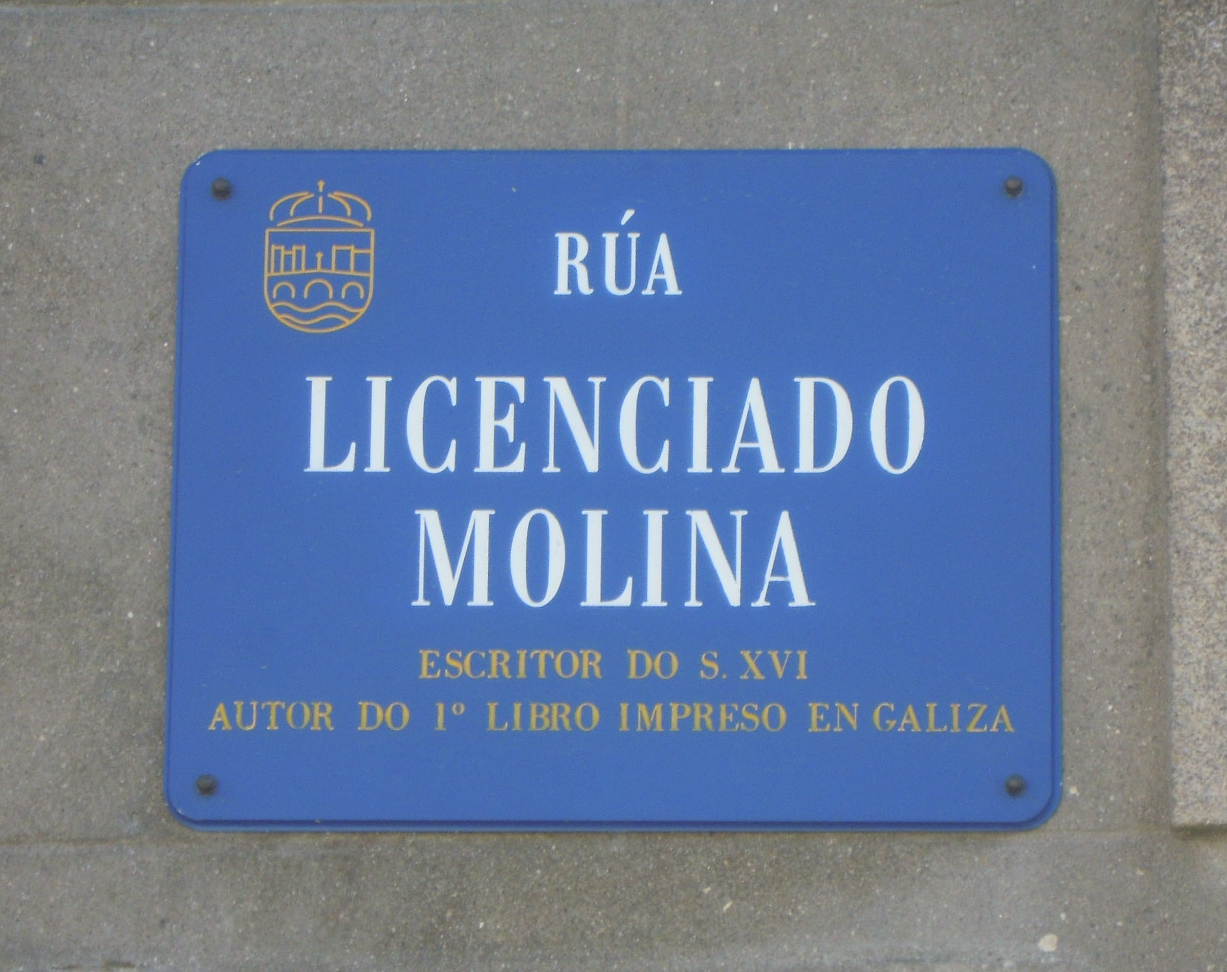
Placa de la calle Licenciado Molina
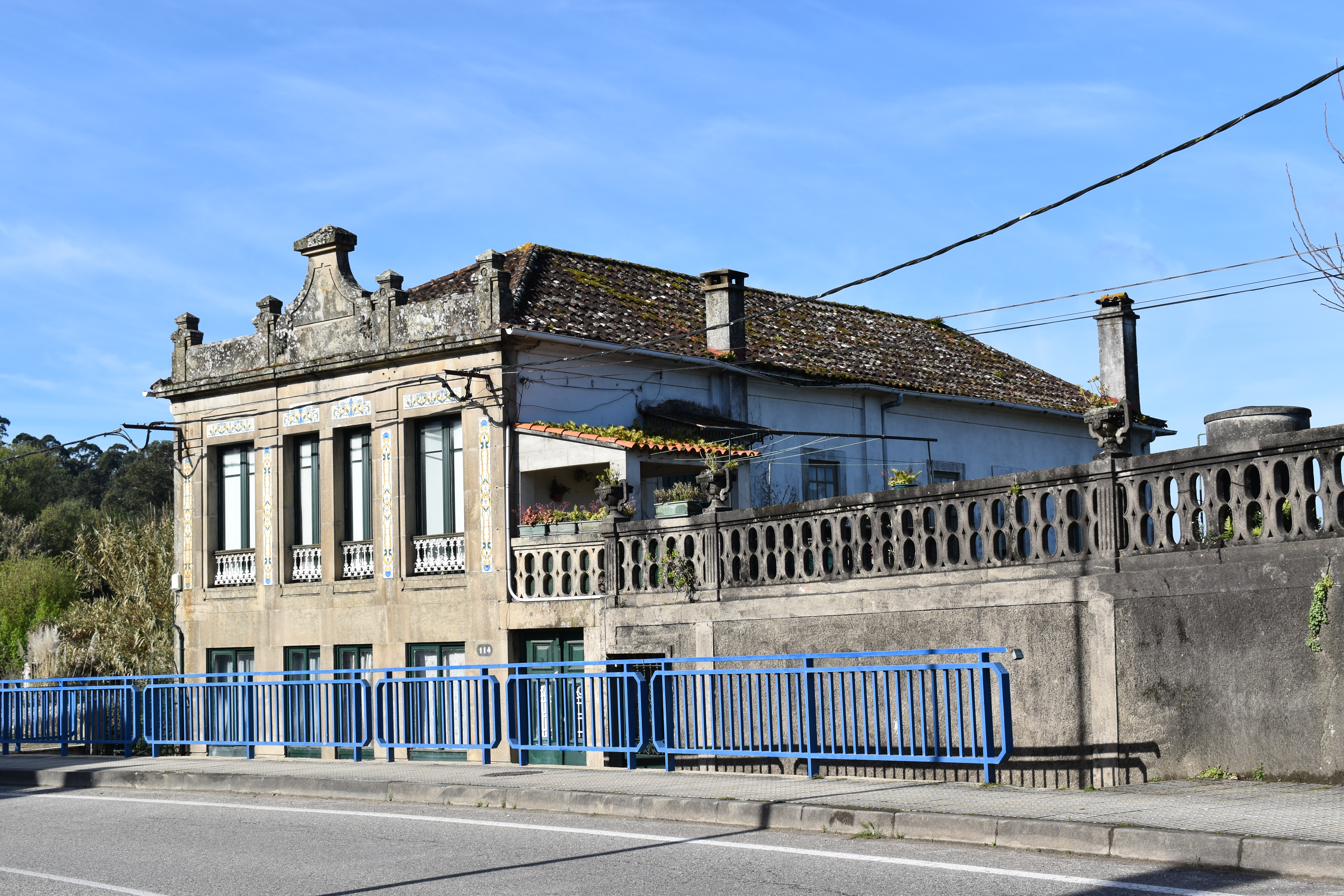
Villa Corona
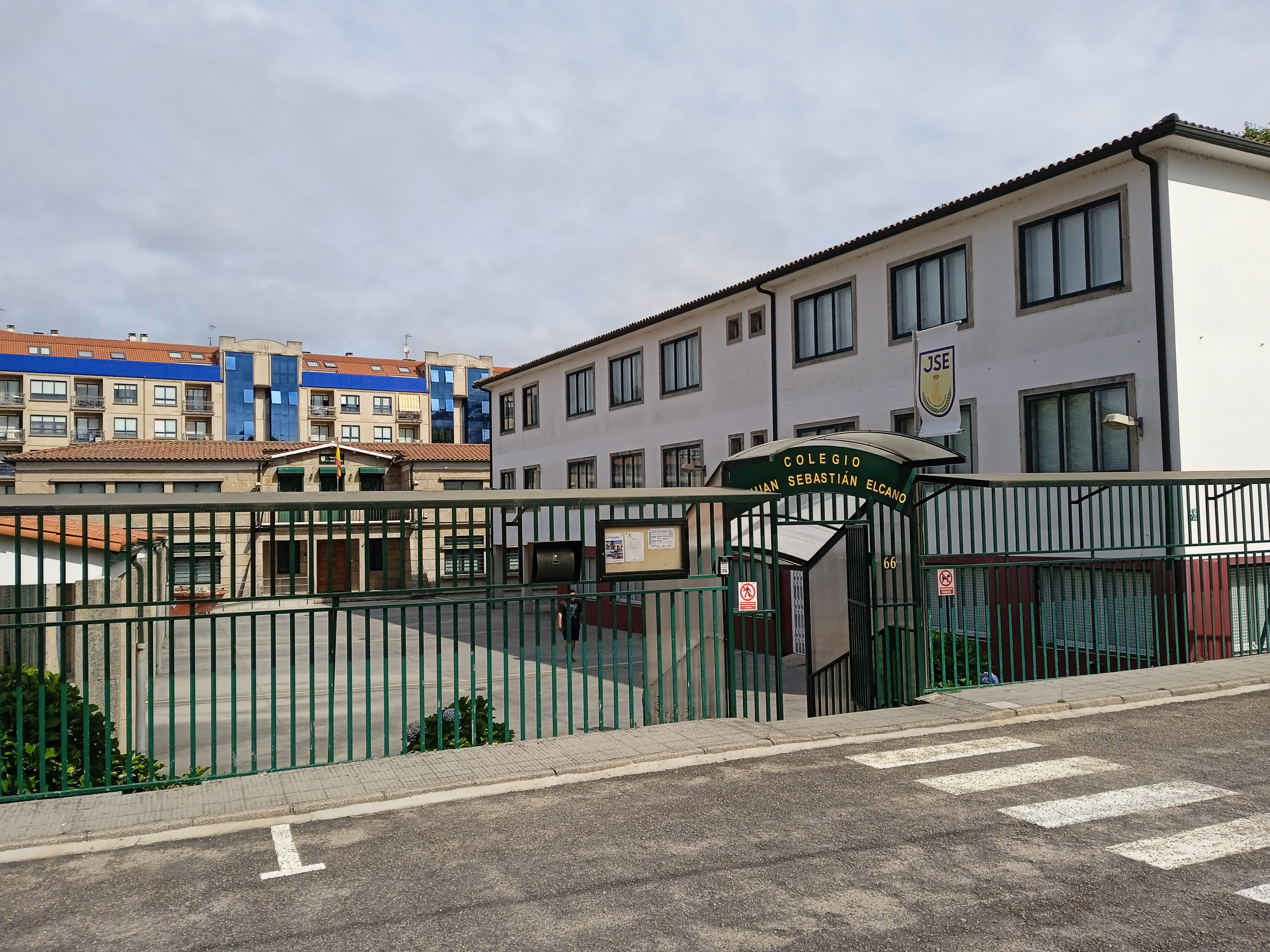
Colegio Juan Sebastián Elcano
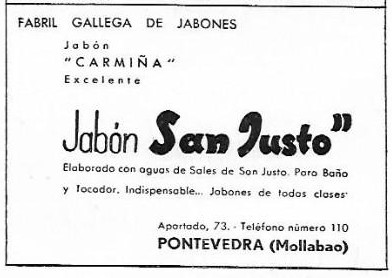
Anuncio de los jabones San Justo (1939)